# Roaming (novela gráfica)
Roaming es una novela gráfica de ficción escrita por Mariko Tamaki e ilustrada por Jillian Tamaki, y publicada el 12 de septiembre de 2023.
El cómic sigue a tres estudiantes universitarias canadienses que visitan la ciudad de Nueva York para un viaje de vacaciones de primavera en 2009.

## Trama
En la primavera de 2009, las mejores amigas de la infancia, Dani y Zoe, viajan desde sus respectivas universidades en Canadá a la ciudad de Nueva York. Sin que Zoe lo sepa, Dani trae a su compañera de cuarto Fiona, una estudiante de arte, y las tres se alojan en un albergue, visitando lugares emblemáticos como el Museo Metropolitano de Arte, la Grand Central Station y el Museo Americano de Historia Natural. Un romance comienza a florecer entre Zoe y Fiona, y las tensiones aumentan a medida que continúa el viaje de cinco días.

## Recepción
Roaming fue finalista de los premios literarios Lambda de 2024 y empató como la mejor novela gráfica de la encuesta anual de críticos de Publisher Weekly.
Roaming ganó el premio Eisner 2024 al Mejor Álbum Gráfico. Además, Mariko Tamaki ganó el Eisner al Mejor Escritor y Jillian Tamaki ganó el Eisner al Mejor Dibujante/Entintador.